# Cristian Dănălache
Cristian Dănălache (Bucarest, 15 luglio 1982) è un ex calciatore rumeno, di ruolo attaccante.

## Palmarès

### Club

#### Competizioni nazionali
- Campionato rumeno: 1

Unirea Urziceni: 2008-2009

### Individuale
- Capocannoniere della Chinese Super League: 1

2012 (23 reti)